# 阮玉嫻慧
美順公主阮玉嫻慧（越南语：／；1835年12月18日—1863年2月10日），越南阮朝明命帝第五十女，生母婕妤阮氏圓。

## 生平
明命十六年十月二十九日（1835年12月18日），阮玉嫻慧在順化皇城出生。嗣德六年（1853年），公主19歲，下嫁新福郡公范有心之子范有化。嗣德十五年十二月二十三日（1863年2月10日），嫻慧去世，享年二十八歲。嗣德帝追贈為美順公主，諡端美。葬於承天府香茶縣。
美順公主育有三子二女。